# Người thầy đầu tiên
Người thầy đầu tiên (tiếng Anh: The first teacher) là tên một tác phẩm nổi tiếng của nhà văn Chyngyz Aytmatov, sáng tác năm 1962.

## Nội dung, tóm tắt
Nội dung truyện được đặt vào bối cảnh vùng quê hẻo lánh của Kyrgyzstan vào giữa những năm 20 thế kỉ trước. Thời đó, trình độ phát triển ở đây còn thấp, tư tưởng phong kiến, gia trưởng còn nặng nề, phụ nữ bị coi thường, trẻ mồ côi bị rẻ rúng.
Cô bé Altynai mồ côi sống trong gia đình chú thím ở làng Kurkureu, chẳng được học hành, và phải chịu sự giám sát, sai khiến hà khắc của bà thím. Dyuyshen được Đoàn Thanh niên Cộng sản cử về làng để mở trường, đã kịp thời cứu giúp, cho em đến trường học. Sau này Altynai trở thành nữ viện sĩ Altynai Sulaimanova, còn thầy Dyuyshen về già đi đưa thư. Khi Altynai còn đang học ở trường làng, có hôm thầy Dyuyshen mang về trường hai cây phong non và bảo em: ''Hai cây phong này thầy mang về cho em đây. Chúng ta sẽ cùng trồng. Và trong khi chờ chúng lớn lên, ngày một thêm sức sống, em sẽ trưởng thành, em sẽ là một người tốt... Em bây giờ trẻ măng như một thân cây non, như đôi cây phong nhỏ này...''.

## Sự kiện
Mở đầu tác phẩm là hình ảnh hai cây phong cao lớn được trồng cạnh nhau trên một ngọn đồi lộng gió. Không ai biết rõ về nguồn gốc của hai cây phong đó. Mãi sau này, khi làng Kurkureu đón bà Altynai - một người viện sĩ nổi tiếng, cũng là người dân làng về mở trường, bí mật về hai cây phong mới được hé lộ.
Altynai năm 15 tuổi đã có một tuổi thơ vô cùng bất hạnh. Cô bé phải sống với người thím độc ác luôn đánh đập cô bé. Vào một ngày nọ, thầy giáo Dyuyshen, một người thanh niên cộng sản, được cử về mở trường dạy học ở làng Kurkureu, hai người đã gặp nhau. Thầy Dyuyshen vô cùng quý mến Altynai và cầu xin gia đình bà thím cho Altynai đi học. Sau bao nhiêu vất vả, cuối cùng thầy đã thành công.
Thầy Dyuyshen và Altynai cùng lũ học trò đã trải qua rất nhiều khó khăn, trong thời tiết khắc nghiệt với cái rét lạnh cóng, nhưng họ vẵn có một nghị lực phi thường. Nhưng không may mắn, bà thím Altynai đã quyết gả cô cho một tên quý tộc to lớn và thô thiển để lấy tiền. Thầy Dyuyshen đã ra sức bảo vệ Altynai. Hai thầy trò đã cùng nhau trồng hai cây phong bé nhỏ trên ngọn đồi và thầy Dyuyshen nói với  Altynai rằng giờ đây Altynai như hai cây phong này vậy, nhưng sau này, khi lớn lên, Altynai chắc chắn sẽ thành công. Nhưng sự thật quá phũ phàng, Altynai vẫn bị bắt đi làm vợ lẽ mặc sức thầy Dyuyshen đã ra sức chống cự bọn quý tộc đến nỗi bị chúng đánh gãy tay và máu chảy đầm đìa.
Sau ba ngày sống trong địa ngục, cuối cùng Altynai đã được thầy Dyuyshen cùng công an giải cứu và đưa lên tỉnh học. Lúc này, Altynai đã biết mình có tình cảm với thầy Dyuyshen. Cô viết thư cho thầy nhưng Dyuyshen không muốn làm ảnh hưởng tới việc học của Altynai, anh đã không trả lời. Đã mấy lần Altynai nhìn lầm người khác thành Dyuyshen nhưng dường như điều đó gần như vô vọng vì Dyuyshen đã đi bộ đội và bị báo tin mất tích... Năm 1946, Altynai trở về quê hương xưa, nơi cô đã lớn lên, đã sống những ngày tháng cùng với người thầy Dyuyshen của mình, đặt tên cho ngôi trường mà cô đỡ đầu là: "Trường Dyuyshen" - ngôi trường mang tên người thầy đầu tiên của bà.